# Pokoutník hajní
Pokoutník hajní (Histopona torpida) je pavouk z čeledi pokoutníkovitých (Agelenidae), jediný druh rodu Histopona vyskytující se v České republice.

## Popis
Samice měří 5,8 až 7,2 mm a samec 4,5 až 6,5 mm; délka hlavohrudi se pohybuje od 2 do 3 mm. Hlavohruď má žlutošedou barvu s dobře viditelným světlým podélným proužkem ve středu, oční část tmavší. Zadní střední oči jsou zřetelně větší než ostatní. Nohy jsou žlutošedé s nevýraznými tmavšími pruhy, zadeček žlutohnědý až červenohnědý, se světlými skvrnami vytvářejícími stromkovitou kresbu. Samci působí drobněji a mají kontrastnější zbarvení.

## Rozšíření a způsob života
Jedná se o druh rozšířený v mírném pásu Evropy od Francie po jih Ruska, chybí na Britských ostrovech, ve Skandinávii a Pyrenejském poloostrově; byl zavlečen i do Ameriky. V České republice je velmi hojný od středních až po horské polohy.
Obývá nepříliš vlhké lesy, především bučiny a suťové lesy, lze ho najít ale i ve smrčinách, parcích i zahradách. Žije v detritu, mechu, pod kameny a mezi kořeny a také v dutých pařezech a padlém dřevu. Těsně nad zemí vytváří menší nálevkovité sítě. S dospělci se lze setkat hlavně od dubna do října.

## Možnost záměny
Zaměnit ho lze za mladé jedince pokoutníků rodu Eratigena, možno též za některé slíďáky z rodu Pardosa.